# Агашина, Маргарита Константиновна
Маргари́та Константи́новна Ага́шина (29 февраля 1924, Ярославль — 4 августа 1999, Волгоград) — поэтесса, автор песен, член Союза писателей СССР, почётный гражданин Волгограда. Настоящая известность к Маргарите Агашиной пришла после исполнения Людмилой Зыкиной песни «Растёт в Волгограде берёзка» на её стихи.

## Биография

### Детство
Маргарита Агашина родилась в Ярославле. В детстве проводила лето на родине отца в деревне Бор (ныне в Некрасовском районе Ярославской области) рядом с Грешневом – родовой усадьбой Н. А. Некрасова. Позже жила на фактории «Стрелка Чуни» в Эвенкийском национальном округе. Отец поэтессы был по профессии врач, по роду своей деятельности ему приходилось кочевать по тайге вместе с эвенками-охотниками. Мать Маргариты учила эвенкийских детей в школе. Впоследствии Маргарита Агашина так вспоминала о своём детстве:
Жили люди на Стрелке просто и дружно, много работали, собирались все вместе в праздники 1 Мая, 7 Ноября, в День Красной Армии. Прошло много лет. Но я всё помню и твёрдо знаю, что там, на Стрелке, я впервые была счастлива оттого, что все были вместе!
В начале 1930-х семья Агашиных перебралась в город Тейково Ивановской области. Маргарита пошла учиться в среднюю школу № 4, в которой её мать Елизавета Ивановна преподавала немецкий язык. Окончила школу в 1942 году (на здании школы сейчас установлена мемориальная доска).

### Обучение в вузе
После окончания школы Маргарита Агашина поступила в Московский институт цветных металлов и золота, но, не окончив второго курса, ушла в Литературный институт им. Горького. Училась на семинарах у Веры Звягинцевой, Владимира Луговского. Окончила Литературный институт в 1950 году.

### Волгоград
С 1951 года, после окончания института, Маргарита Агашина жила в Волгограде. Здесь она прожила до конца своей жизни, основную часть своего творчества посвятив городу на Волге, который стал для неё по-настоящему родным.
В 1952 году за поэму «Моё слово» Маргарита Агашина была принята в Союз Писателей. Настоящая известность к Маргарите Агашиной пришла после исполнения Людмилой Зыкиной песни «Растёт в Волгограде берёзка» на её стихи.
В 1993 году «за выдающиеся заслуги в области литературы, значительный творческий вклад, получивший признание волгоградцев и всей России» Маргарите Константиновне Агашиной решением Волгоградского городского Совета народных депутатов было присвоено звание «Почётный гражданин города-героя Волгограда».
Маргарита Агашина скончалась в 1999 году в возрасте 75 лет от онкологического заболевания. Похоронена на Центральном (Димитриевском) кладбище Волгограда рядом с Александрой Черкасовой.

## Семья
Муж — поэт Виктор Аркадьевич Урин.
- Дочь — Елена (р. 1950), журналист.[7]
  - Внуки Николай (р. 1978) и Данила (р. 1986)
- Сын — Виктор (05.04.1961 — 25.11.2019), работал столяром[8].
  - Внук Виктор (род. 1991)
    - 23 октября 2023 года родился правнук Богдан

## Фильмография
- 1971— «Песня-71» —  музыкальный фестиваль, «ЦТ СССР». Прочтение стихотворения «То ли буря, то ли вьюга».

- 2018 — «Вехи в истории»[9].

- 2024 — Телефильм "Без живой судьбы песню не напишешь. К 100 летию Маргариты Агашиной" от МТВ Волгоград. Автор — Максим Черпак.

## Творчество
Первое опубликованное стихотворение 16-летней Маргариты Агашиной, навеянное событиями финской войны 1939—1940 гг. , появилось в ивановской областной пионерской газете «Всегда готов!» в 1940 году.
Печаталась как поэт с 1949 года. Основная часть творчества поэтессы посвящена Волгограду, его славной истории. О городе она написала:
Я люблю тебя, как человека,

Праздник мой — город мой, Волгоград!

### Сборники
Всего поэтесса выпустила 37 сборников стихов в издательствах Москвы, Волгограда и Ярославля.
Многие стихи были положены на музыку и стали известными песнями.
Все сборники Маргариты Агашиной в хронологическом порядке:
1. Моё слово. — М.: Молодая гвардия. — 1953.
2. Мечта. Бабье лето. — М.: Молодая гвардия. — 1952. — № 5.
3. Наша Алёнушка. — Сталинград: Кн. изд-во. — 1953.
4. Стихи. — Литературный Сталинград. — 1954. — Кн. 8.
5. В новом доме. — Смена. — 1953. — № 11.
6. Сад на улице Мира. — Литературная газета. — 1954,1 июня.
7. Интересная игра. — Сталинград: Кн. изд-во. — 1955.
8. Варя. — Октябрь. — 1955. — № 6.
9. Бабье лето. — Сталинград: Кн. изд-во. — 1956.
10. Юрка. Актриса. — Нева. — 1956. — № 10.
11. Пять-шестой. — Сталинград: Кн. изд-во. — 1957.
12. Сорок трав. — М.: Сов. писатель. — 1959.
13. У Алёнушки дела. — М.: Детгиз. — 1959.
14. Я люблю тебя, Корея! — Сталинград: Кн. изд-во. — 1961.
15. Стихи о моём солдате. — Волгоград: Нижне-Волжское кн. изд-во. — 1963.
16. Песня. — Волга. — 1966. — № 6.
17. Огонёшка. (Маленькая повесть о большой мечте…). — Волгоград: Нижне-Волжское кн. изд-во. — 1967.
18. Волжаночка. — Волга. — 1967. — № 12.
19. Не просто женщине живётся. — М.: Сов. Россия. — 1968.
20. Растёт в Волгограде берёзка. Лирика. — Волгоград: Нижне-Волжское кн. изд-во. — 1968.
21. Стихи. — В кн.: День волжской поэзии. — Саратов: Приволжское кн. изд-во.— 1969.
22. Избранная лирика. — М.: Молодая гвардия. — 1969.
23. Поздний август пришёл без оглядки. — В кн.: Ладони, пахнущие хлебом. — Волгоград: Нижне-Волжское кн. изд-во.— 1971.
24. Девичник. — Волгоград: Нижне-Волжское кн. изд-во. — 1972.
25. Где ж ты раньше-то была? — Наш современник. — 1973. — № 8.
26. Песни. — М.: Сов. Россия. — 1974.
27. Новые стихи. — В мире книг. — 1974. — № 3.
28. Платок. — М.: Современник. — 1975.
29. Стихи. — В кн.: Русская советская поэзия. — Т. 2. — М. — 1977.
30. Хлеб Поволжья. — Литературная газета. — 1978. — № 30.
31. Детям Волгограда. — Волгоград: Нижне-Волжское кн. изд-во. — 1980.
32. Стихи о моём солдате. — В кн.: Дорога победы: Стихи советских поэтов о Великой Отечественной войне. — М. — 1980.
33. Девичник. — М.: Современник. — 1983.
34. В каждой песне берёза. — Волгоград: Нижне-Волжское кн. изд-во. — 1984.
35. Что было, то было… — Волгоград: Нижне-Волжское кн. изд-во. — 1985.
36. Избранное. — М.: Художественная литература. — 1986.
37. Стихотворения. — Волгоград: Станица. — 1993.

### Песни на стихи Маргариты Агашиной
В скобках — автор музыки:
- А где мне взять такую песню (Григорий Пономаренко)
- Бабья доля (Григорий Пономаренко)
- Песнь о солдате (Владимир Мигуля)
- Песня о моём солдате (Евгений Жарковский)
- Подари мне платок (Григорий Пономаренко)
- Скажи, подруга (Евгений Птичкин)
- Волгоградское танго (Михаил Чуев)
- Что было, то было (Григорий Пономаренко)
- Растёт в Волгограде берёзка (Григорий Пономаренко)

## Общественная деятельность
- Член Союза Писателей СССР (1949).

### Политическая деятельность
- Депутат городского Совета депутатов трудящихся (1957—1959; 1967—1969)
- Депутат районного Совета депутатов трудящихся (1963—1965)
- Депутат областного Совета депутатов трудящихся (1971—1975)

## Награды
- Орден Трудового Красного Знамени
- Орден «Знак Почёта»
- Почётная грамота Президиума Верховного Совета РСФСР (1974)
- Первый лауреат Всероссийской литературной премии «Сталинград», учреждённой Союзом писателей России, Волгоградской областной администрацией и Волгоградской писательской организацией (1996)
- Почётный гражданин Волгограда (19 октября 1993 года)

## Память
В 2001 году в Центральном районе Волгограда на жилом доме по адресу: Аллея Героев, дом 3, где жила М. К. Агашина, установлена мемориальная доска. На белых мраморных плитах помещён барельефный портрет Маргариты Константиновны и надпись: «В этом доме жила Маргарита Агашина, известный русский поэт, 1924—1999 гг.».
В 2004 году в скверике на пересечении проспекта Ленина с улицей Ленина напротив краеведческого музея установлен памятник Маргарите Агашиной. Сквер также носит имя поэтессы.
В честь Маргариты Агашиной названа улица в посёлке Горная Поляна

## Комментарии
1. ↑  Согласно автобиографии. Многие источники ошибочно указывают местом рождения деревню Бор, куда Агашина приезжала в детстве на лето к родственникам[1].